# 新野剛志
新野 剛志（しんの たけし、1965年5月12日 - ）は、日本の小説家。東京都出身。

## 経歴・人物
立教大学社会学部卒業後、旅行会社(ジャルパック)に就職。空港係員（あぽやん）として成田空港に4年半、その後本社に戻って会社には計6年半勤務したが、辞めたいという気持ちを隠しながら仕事を続けるのが耐えられなくなり、突然退社し、失踪する。そして絶対に作家になるという目標だけを掲げてホームレス生活に入る。尚、ホームレス生活を送り始めた頃に、江戸川乱歩賞受賞を決意したと告白している。
始発電車やカプセルホテルなどで寝泊りする生活を約2年半続け、その際に書き上げた『八月のマルクス』により、目標であった第45回江戸川乱歩賞を受賞。小説家として独立し、ホームレス時代も文通やFAXでやりとりを続けていたという同じく元あぽやんの妻と結婚した。ちなみに新野の父親も航空会社に勤めて空港で勤務していたことがあり、祖父は戦前の新聞社のパイロットだったことから、「家系が“あぽやん”」だと話す。
2008年、『あぽやん』が第139回直木賞候補となり、2013年には『あぽやん』とその続編である『恋する空港 あぽやん2』が『あぽやん〜走る国際空港』のタイトルでTBS系列「木曜ドラマ9」枠でテレビドラマ化された。

## 作品リスト

### 単著

#### 「あぽやん」シリーズ
- あぽやん（2008年4月 文藝春秋 / 2010年10月 文春文庫）
  - 収録作品：笑って、笑って / ファミリー・ビジネス / オンタイム / ねずみと探偵 / 金の豚 / 不完全旅行
- 恋する空港 あぽやん2（2010年6月 文藝春秋 / 2012年12月 文春文庫）
  - 収録作品：テロリストとアイランダー / 空港ベイビー / ランチ戦争 / 台風ゲーム / 恋する空港（あぽ） / マイ・スイート・ホームあぽ
- あぽわずらい あぽやん3（2014年6月 文藝春秋）
  - 【改題】迷える空港 あぽやん3（2017年5月 文春文庫）
    - 収録作品：空港こわい / 妹ざかり / 天然営業 / かりそめハードボイルド / あぽがらみ / やまいはちから

#### ノンシリーズ
- 八月のマルクス（1999年9月 講談社 / 2002年6月 講談社文庫）
- もう君を探さない（2000年8月 講談社 / 2003年8月 講談社文庫）
- クラムジー・カンパニー（2001年9月 講談社）
  - 【改題】どしゃ降りでダンス（2004年9月 講談社文庫）
    - 収録作品：オリジナル・ウエディング / 幸福なボブ / ちいちゃな男 / 公僕の鎖[6] / ステップ
- 罰（2002年4月 幻冬舎 / 2003年10月 幻冬舎文庫）
- 月の見える窓（2003年11月 双葉社 / 2007年4月 双葉文庫）
- FLY（2004年8月 文藝春秋 / 2007年8月 文春文庫）
- 愛ならどうだ！（2006年8月 双葉社 / 2009年8月 双葉文庫）
- 中野トリップスター（2011年9月 新潮社 / 2014年2月 新潮文庫）
- 素人がいっぱい ラブホリックの事件簿（2012年1月 東京創元社）
  - 【改題】僕の探偵（2016年5月 創元推理文庫）
    - 収録作品：死者に名を / 雨宿り / 女王様のクリスマスプレゼント / 恋は紫色 / 生者に花を
- パブリック・ブラザース（2012年10月 双葉社 / 2015年12月 双葉文庫）
- 美しい家（2013年2月 講談社 / 2017年1月 講談社文庫）
- カクメイ（2013年11月 中央公論新社 / 2016年9月 中公文庫）
- 明日の色（2015年4月 講談社 / 2017年9月 講談社文庫）
- キングダム（2015年8月 幻冬舎 / 2018年9月 幻冬舎文庫）
- 溺れる月（2016年1月 小学館 / 2018年6月 小学館文庫）
- 戦うハニー（2016年3月 KADOKAWA / 2019年3月 角川文庫）
- 優しい街（2016年10月 双葉社 / 2020年11月 双葉文庫）
- ヘブン（2018年10月 幻冬舎 / 2021年10月 幻冬舎文庫） - 『キングダム』の続編
- 空の王（2021年5月 中央公論新社）
- グレートベイビー（2024年10月 幻冬舎文庫）

### アンソロジー
「」内が新野剛志の作品
- 日本の作家60人 太鼓判！のお取り寄せ（2011年6月 講談社）※エッセイアンソロジー「ウドズ・オイルブレンド オメガ3＆6」
- ザ・ベストミステリーズ 2000 推理小説年鑑（2000年6月 講談社）「公僕の鎖」
  - 【分冊・改題】罪深き者に罰を ミステリー傑作選42（2002年11月 講談社文庫）
- 乱歩賞作家 赤の謎（2004年4月 講談社 / 2006年4月 講談社文庫）「家路」
- 小説ルパン三世（2005年2月 フタバノベルス / 2011年6月 双葉文庫）「バンディット・カフェ」
- ザ・ベストミステリーズ 2008 推理小説年鑑（2008年7月 講談社）「ねずみと探偵」
  - 【分冊・改題】Play 推理遊戯 ミステリー傑作選（2011年4月 講談社文庫）
- 明日はきっと お仕事小説アンソロジー（2022年1月 角川文庫）「笑って、笑って」

## 映像化作品
テレビドラマ
- いなか刑事・伊原泰三の退職捜査日誌シリーズ（2001年5月30日-2002年12月25日、全3話、BSジャパン、主演：小林稔侍、原作（原案）：公僕の鎖『クラムジー・カンパニー』所収）
- あぽやん〜走る国際空港（2013年1月17日-3月21日、全10話、TBS系、主演：伊藤淳史、原作：あぽやん / 恋する空港 あぽやん2）